# Røst (Schiff)
Die Røst ist eine Ro-Pax-Fähre der norwegischen Reederei Torghatten Nord.

## Geschichte
Das Schiff wurde auf der Werft Johan Drage in Rognan für die Ofotens og Vesteraalens Dampskibsselskab in Narvik gebaut. Der Stapellauf fand im Januar 1991 statt, abgeliefert wurde die Fähre im Mai 1991. Sie wurde auf der Fährverbindung zwischen Bodø und Røst, Værøy und Moskenes auf den Lofoten in Dienst gestellt.
2006 fusionierten die Ofotens og Vesteraalens Dampskibsselskab und die Troms Fylkes Dampskibsselskap zur Reederei Hurtigruten. Ende 2008 verkaufte Hurtigruten den Fährverkehr an das Unternehmen Torghatten, das die Fähre mit weiteren Fähren zum 5. Januar 2009 übernahm und deren Betrieb in ihrem Tochterunternehmen Torghatten Nord zusammenfasste. Die Fähre verkehrt über Vestfjord und Høla zwischen Skutvik, Skrova und Svolvær.

## Technische Daten und Ausstattung
Das Schiff wird von zwei Viertakt-Zwölfzylinder-Dieselmotor des Motorenherstellers MAN B&W (Typ: Alpha 12V23/30) mit jeweils 1840 kW Leistung angetrieben. Die Motoren wirken auf zwei Verstellpropeller. Das Schiff ist mit einem Bugstrahlruder ausgerüstet. Für die Stromerzeugung stehen zwei von Dieselmotoren mit jeweils 284 kW Leistung und ein von einem Dieselmotor mit 462 kW Leistung angetriebene Generatoren zur Verfügung.
Die Fähre verfügt über ein vollständig geschlossenes, durchlaufendes Fahrzeugdeck. Dieses ist über Zufahrten am Bug und am Heck zugänglich. Am Bug befindet sich ein nach oben aufklappbares Visier mit einer dahinterliegenden, herunterklappbaren Rampe. Am Heck befinden sich ebenfalls ein nach oben aufklappbares Visier sowie eine kurze Rampe, die auf eine landseitige Rampe aufgelegt werden kann. Die nutzbare Durchfahrtshöhe auf dem Fahrzeugdeck beträgt 4,5 m.
Über dem Fahrzeugdeck befindet sich ein Deck mit Einrichtungen für die Passagiere. Darüber befindet sich ein weiteres Deck sowie im vorderen Bereich der Fähre die über die gesamte Schiffsbreite gehende, geschlossene Brücke. Zur besseren Übersicht bei An- und Ablegemanövern und dem Manövrieren in engen Fahrwassern gehen die Nocken etwas über die Schiffsbreite hinaus.